# Hartmut K. Lichtenthaler

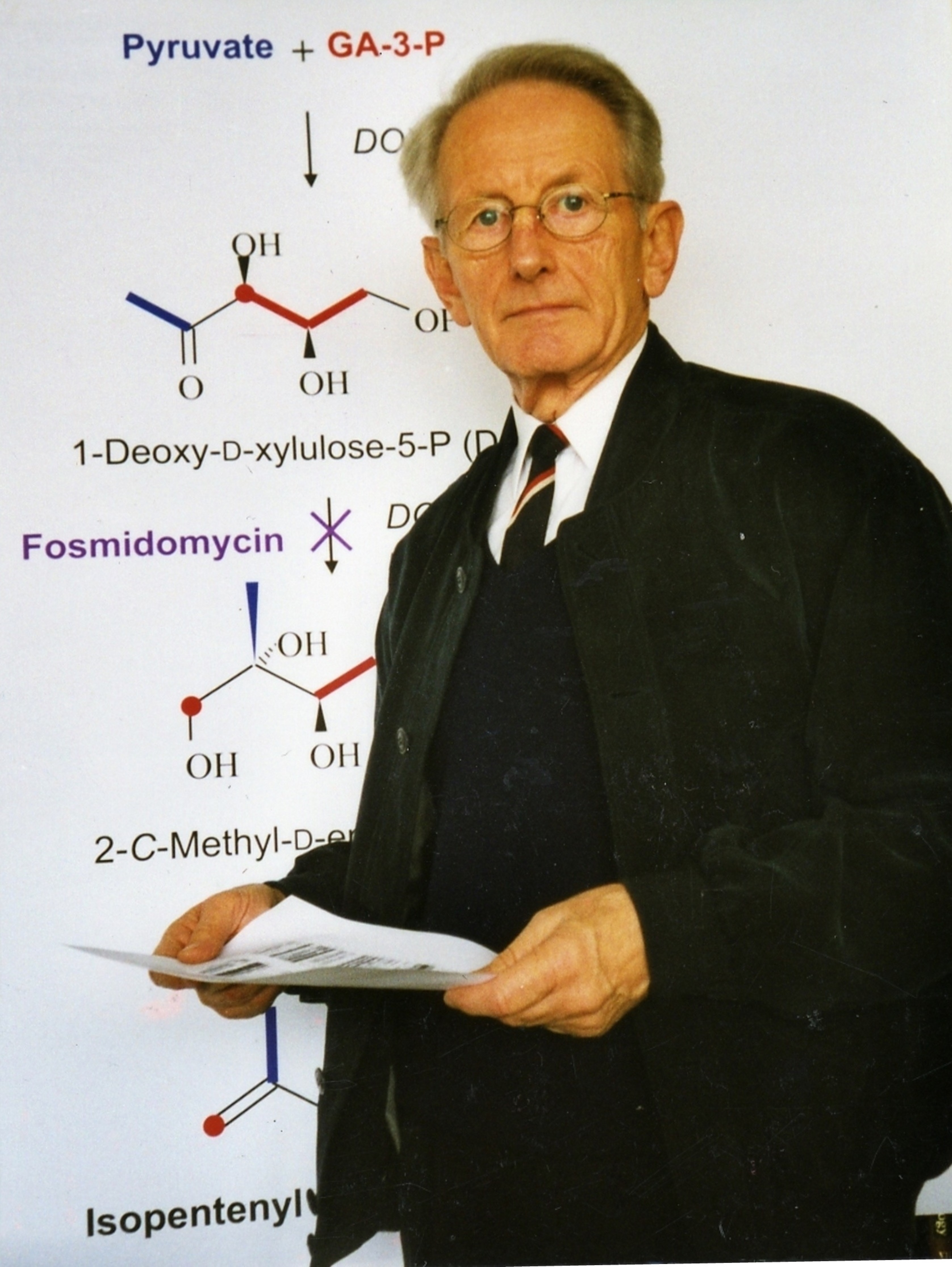
Hartmut K. Lichtenthaler 1997

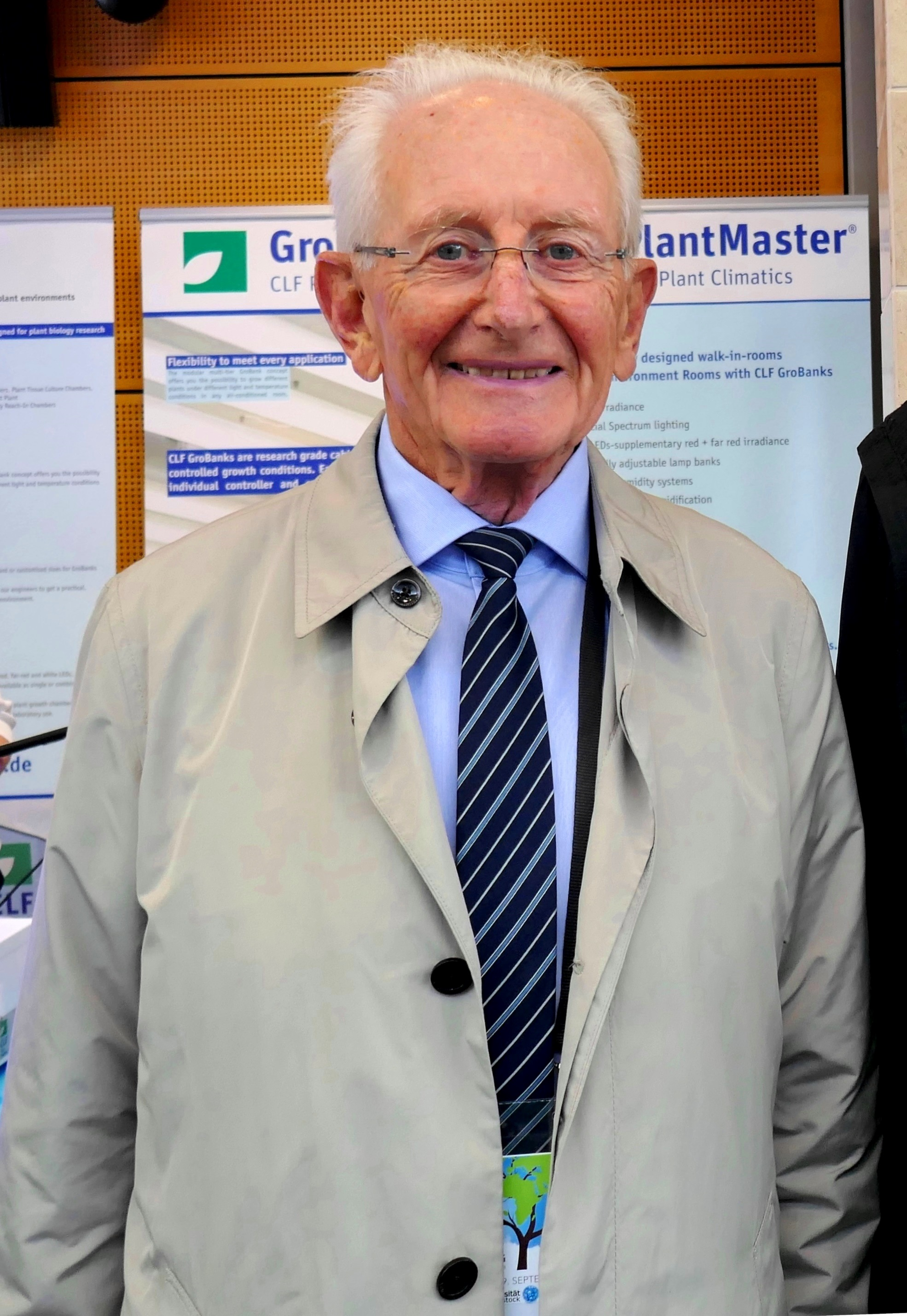
Hartmut K. Lichtenthaler 2019

Hartmut K. Lichtenthaler (* 20. Juni 1934 in Weinheim) ist ein deutscher Botaniker, Pflanzenphysiologe und emeritierter Hochschullehrer des Karlsruher Instituts für Technologie.

## Leben und Wirken
Hartmut Lichtenthaler studierte Pharmazie, Biologie und Chemie an der Universität Karlsruhe (TH). Sein Studium schloss er 1958 mit dem pharmazeutischen Staatsexamen ab. 1961 promovierte er an der Universität Heidelberg mit einer Dissertation über Vitamin K1 in Pflanzen am Institut von Professor August Seybold. Von 1962 bis 1964 war er wissenschaftlicher Mitarbeiter im Labor des Nobelpreisträgers Melvin Calvin an der University of California, Berkeley. 1964 wurde er Assistent an der Universität Münster, wo er sich 1967 mit einer Arbeit über Prenylchinone und osmiophile Plastoglobuli in Chloroplasten habilitierte. 1970 wurde er ordentlicher Professor für Pflanzenphysiologie, Pflanzenbiochemie und Pharmazeutische Biologie an der Universität Karlsruhe, Deutschland. Lichtenthaler baute sein Institut zu einem Forschungszentrum für Photosynthese, Isoprenoid-Biochemie und Fluoreszenz-Imaging aus. Im Jahr 2001 wurde er emeritiert.
Lichtenthalers Forschungsgebiete sind die Photosynthese grüner Pflanzen, die Lichtanpassung, die Pigmentzusammensetzung, die photosynthetische Funktion und die Ultrastruktur der Chloroplasten, die Biosynthese und Regulation der pflanzlichen Isoprenoid-Biosynthese sowie die Laser-induzierte Fluoreszenz-Bildgebung der photosynthetischen Aktivität und der Stresserkennung in Pflanzen. Er ist bekannt für die Etablierung des nicht-mevalonaten Desoxyxylulose-Phosphat / Methylerythritol-Phosphat-Wegs (DOXP / MEP-Weg) der Isoprenoid-Biosynthese in Chloroplasten, der für die Biosynthese von Carotinoiden, Prenylchinonen, Isopren, Mono- und Diterpenen verantwortlich ist und in den 1990er Jahren in enger Zusammenarbeit mit Michel Rohmer entdeckt wurde (mittels 13C-Markierung + NMR-Spektroskopie). Lichtenthaler zeigte auch, dass der DOXP/MEP-Weg nicht nur in allen photosynthetischen Organismen (Pflanzen, Algen, photosynthetische Bakterien) vorkommt, sondern auch in pathogenen Bakterien und dem Malariaparasiten Plasmodium falciparum. Er entwickelte ein pflanzenbasiertes Testsystem, um neue Medikamente gegen Malaria zu finden.
Lichtenthalers wissenschaftliche Aktivitäten führten zu 6 Büchern und mehr als 490 Veröffentlichungen in wissenschaftlichen Zeitschriften. Er war Gastprofessor an der Universität Göteborg (1975) und an der Universität Lancaster (1981). Er förderte die internationale wissenschaftliche Zusammenarbeit, organisierte zahlreiche Konferenzen und Workshops und förderte junge Wissenschaftler. 1978 war Lichtenthaler Mitbegründer der Federation of European Societies of Plant Physiology (FESPP) und fungierte von 1984 bis 1986 als Präsident der FESPP. 1988 gelang es ihm, dass – trotz anfänglicher Behinderungen durch die politischen Behörden – die osteuropäischen Forscher aus Russland, Ungarn, der Tschechischen Republik und Ostdeutschland Mitglieder der europäischen Föderation FESPP werden konnten. Lichtenthaler beschrieb auch die Geschichte und Entwicklung botanischer Kooperationen wie der FESPP und die der internationalen Symposienreihen und Workshops in der Pflanzenphysiologie und Pflanzenbiochemie.

## Mitgliedschaften und Ehrungen
- 1992: Ehrenmitglied der Ungarischen Gesellschaft für Pflanzenphysiologie
- 1996: Ehrendoktorwürde (Dr. h.c.) der Mendel-Universität Brünn, Tschechische Republik
- 1997: Ehrendoktorwürde (Dr. h.c.) und Ehrenprofessor (Prof. h.c.), Eötvös-Loránd-Universität, Budapest
- 2001: Ehrendoktorwürde (Dr. h.c.) der Szent István Universität, Gödöllö, Ungarn.
- 2001: Bundesverdienstkreuz am Bande der Bundesrepublik Deutschland[3]
- 2003: Gregor J. Mendel-Ehrenmedaille für Verdienste in den Biowissenschaften (verliehen von der Tschechischen Akademie der Wissenschaften, Prag)
- 2004: Terry-Galliard-Medaille für Verdienste um die Biochemie der Pflanzenlipide
- 2010: Corresponding Membership Award der Amerikanischen Gesellschaft der Pflanzenbiologen (ASPB)
- 2015: Lifetime Achievement Award (LTA-Award) für Photosynthese der Rebeiz Foundation, Champaign, USA
- 2017: Ehrenmitgliedschaft der Deutschen Botanischen Gesellschaft (DBG)
- 2024: Ehren-Kolloquium zum 90. Geburtstag von Hartmut Lichtenthaler in der Fakultät Chemie und Biowissenschaften des KIT (8. Juli 2024)

## Publikationen (Auswahl)
- H. K. Lichtenthaler, M. Calvin: Quinone and pigment composition of chloroplasts and quantasome aggregates from Spinacia oleracea. In: Biochim. Biophys. Acta. Band 79, 1964, S. 30–40.
- M. Tevini, H. K. Lichtenthaler (Hrsg.): Lipids and Lipid Polymers in Higher Plants. Springer Verlag, Berlin 1977.
- H. K. Lichtenthaler (Hrsg.): Applications of Chlorophyll Fluorescence (in photosynthesis research, stress physiology, hydrobiology and remote sensing). Kluwer Academic Publishers, Dordrecht 1988.
- H. K. Lichtenthaler (Hrsg.): Vegetation Stress. G. Fischer Verlag, Stuttgart 1996.
- H. K. Lichtenthaler, J. Schwender, A. Disch, M. Rohmer: Biosynthesis of isoprenoids in higher plant chloroplasts proceeds via a mevalonate independent pathway. In: FEBS Letters. Band 400, 1997, S. 271–274.
- H. K. Lichtenthaler: The 1-deoxy-d-xylulose-5-phosphate pathway of isoprenoid biosynthesis in plants. In: Annu. Rev. Plant Physiol. Plant Mol. Biol. Band 50, 1999, S. 47–65.
- H. K. Lichtenthaler, J. Zeidler, J. Schwender, C. Müller: The non-mevalonate isoprenoid biosynthesis of plants as a test-system for new herbicides and drugs against pathogenic bacteria and the malaria parasite. In: Z. Naturforsch. Band 55c, 2000, S. 305–313.
- H. K. Lichtenthaler: The non-mevalonate isoprenoid biosynthesis: enzymes, genes and inhibitors. In: Biochem. Soc. Transactions. Band 28, 2000, S. 787–792.
- H. K. Lichtenthaler: A history of the Federation of European Societies of Plant Physiology FESPP since its formation in 1978 – including notes on events preceding the foundation and following re-naming as the Federation of European Societies of Plant Biology (FESPB) in 2002. In: J. Plant Physiol. Band 161, 2004, S. 635–639.
- H. K. Lichtenthaler, F. Babani, G. Langsdorf: Chlorophyll fluorescence imaging of photosynthetic activity in sun and shade leaves of trees. In: Photosynth. Research. Band 93, 2007, S. 235–241.
- H. K. Lichtenthaler: Biosynthesis, accumulation and emission of carotenoids, α-tocopherol, plastoquinone and isoprene in leaves under high photosynthetic irradiance. In: Photosynth. Research. Band 92, 2007, S. 163–179.
- C. Rebeiz, H. Bohnert, C. Benning, H. Daniell, K. Hoober, H. K. Lichtenthaler, A. R. Portis, Tripathy BC (eds.): The Chloroplast: Basics and Applications. Springer, Dordrecht 2010, Chapter 7, S. 95–118.
- H. K. Lichtenthaler: Plastoglobuli, thylakoids, chloroplast structure and development of plastids. In: B. Biswal, K. Krupinska, U. Biswal (Hrsg.): Plastid Development during Leaf growth and senescence. Springer Science+Business Media B.V., Dordrecht 2013, Chapter 15, S. 416–444.
- H. K. Lichtenthaler: Fifty five years of research on photosynthesis, chloroplasts and stress physiology of plants 1958–2013. In: U. Lüttge, W. Beyschlag (Hrsg.): Progress in Botany. Band 76, 2015, S. 3–42, Springer International Publishing, Switzerland.
- H. K. Lichtenthaler: Multi-colour fluorescence imaging of photosynthetitc activity and plant stress. In: Photosynthetica. Band 59 (SI), 2021, S. 364–380.